# Język lisela
Język lisela (a. licella), także: buru północny, li enyorot (a. liet enjorot) – język austronezyjski używany w prowincji Moluki w Indonezji, na wyspie Buru, przez grupę ludności na wybrzeżach północnym i wschodnim. Według danych z lat 80. XX wieku posługuje się nim blisko 12 tys. osób.
Według Ethnologue dzieli się na dwa dialekty: lisela (licela, licella) oraz tagalisa. C.E. Grimes klasyfikuje lisela jako dialekt języka buru; podobnie czyni też publikacja Atlas Bahasa Tanah Maluku (1996). Jest jednak dość odrębny od pozostałych dialektów wyspy. Między lisela a resztą dialektów buru występuje ograniczony poziom wzajemnej zrozumiałości, dlatego też można mówić o jego odrębnym statusie. Publikacje Ethnologue (wyd. 19) i Glottolog (4.6) wyróżniają lisela jako oddzielny język.
W lisela zidentyfikowano zapożyczenia z języków kayeli, sula i ternate oraz języków ludności Buton.
Znajduje się na skraju wymarcia, został praktycznie wyparty przez malajski amboński. Odnotowano, że rola lisela ogranicza się do niektórych sfer życia (służy jako język obrzędowy, np. w tradycyjnych negocjacjach małżeńskich, a czasami jako wewnątrzgrupowy język tajny). Rodzimy język nie jest powszechnie używany w interakcjach z młodszym pokoleniem. Takiej sytuacji językowej sprzyja wielojęzyczne i multietniczne środowisko wyspy Buru, z dużym udziałem ludności napływowej. Ponadto użytkownicy lisela wyżej wartościują inne dialekty buru. Jednocześnie napór lisela przyczynił się niegdyś do zaniku języka kayeli. Historycznie lisela służył jako lokalna lingua franca i był przyswajany przez różne grupy językowe.